# Temnopleurus toreumaticus
Temnopleurus toreumaticus is een zee-egel uit de familie Temnopleuridae.
De wetenschappelijke naam van de soort werd, als Echinus toreumaticus, in 1778 gepubliceerd door Nathanael Gottfried Leske. Dit taxon werd in 1841 de typesoort van het geslacht Temnopleurus Gray.